# Crocidura jacksoni
Crocidura  jacksoni es una especie de musaraña (mamífero placentario de la familia Soricidae).

## Distribución geográfica
Se encuentra en Burundi, República Democrática del Congo, Kenia, Ruanda, Sudán del Sur y Uganda.